# Ur
Ur a fost un oraș-stat sumerian în sudul Mesopotamiei, fiind primul mare oraș dintre fluviile Tigru și Eufrat. Fiind locuit încă din mileniul al V-lea î.Hr., începând cu mileniul al III-lea î.Hr. a cunoscut o rapidă dezvoltare și prosperitate. A fost ulterior cucerit de elamiți și babilonieni.

## Întemeiere

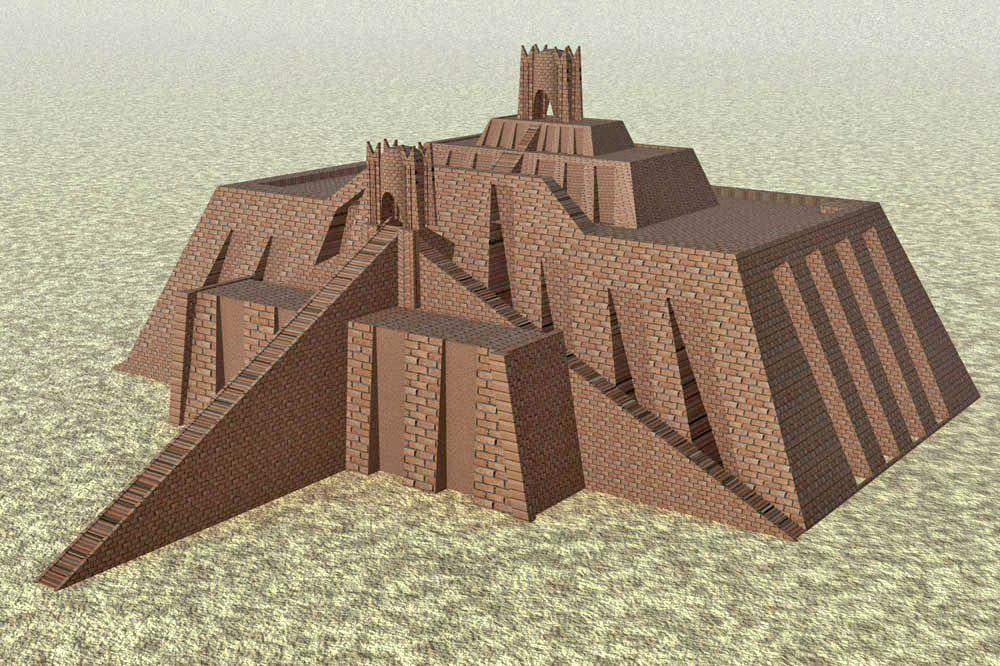
Ziguratul din Ur

Numele acestei cetăți-stat se traduce prin „cuptor de foc”, și ea era situată pe fluviul Eufrat, la 14 km sud de Nassiriya sau la 350 km sud-est de Bagdad, în Tell el-Muqayyar din sudul Irakului de astăzi.
Această așezare care, împreună cu cetățile Kiș și Uruk a fost o metropolă importantă pentru civilizația sumeriană și babiloniană, a fost întemeiată în perioada Al Ubaid/Obeid, prin anii 4.000 î.e.n. Este posibil să fi fost plasată direct pe stratul aluvionar provenit de la Potopul, menționat în Epopeea lui Ghilgameș (relatând istoria regelui semilegendar al Urukului Ghilgameș) și cartea biblică Geneza. În orice caz, în timpul întemeierii sale, orașul era pe coastă, la vărsarea fluviului Eufrat în Golful Persic. Primul rege menționat în inscripții este Mesannepada.
În conformitate cu scrierile Tanakh-ului evreiesc (Vechiul Testament, cartea Genesa, 11:28,31; 15:7; Neemia 9:7) și cu Faptele apostolilor (7:2-4) patriarhul Avraam, întemeietorul poporului evreu, ar fi provenit din această cetate-stat.
Zeitatea principală a acestei cetăți-templu era zeul Lunii Nannar, care în sumeriană era Suen, iar în limba semiților era cunoscut sub numele Sin.
Inițial, viața cetățenilor era condusă prin intermediul unui sistem teocratic.
Ur-Nammu, (cca. 2050 î.e.n.) un faimos legiuitor și fondatorul prosperului Imperiu Neo-Sumerian (cunoscut și cu numele Dinastia a Treia a Urului), a construit aici un turn-templu (zigurat) în trei platforme terasate, care mai domină locul și astăzi.

## Economie

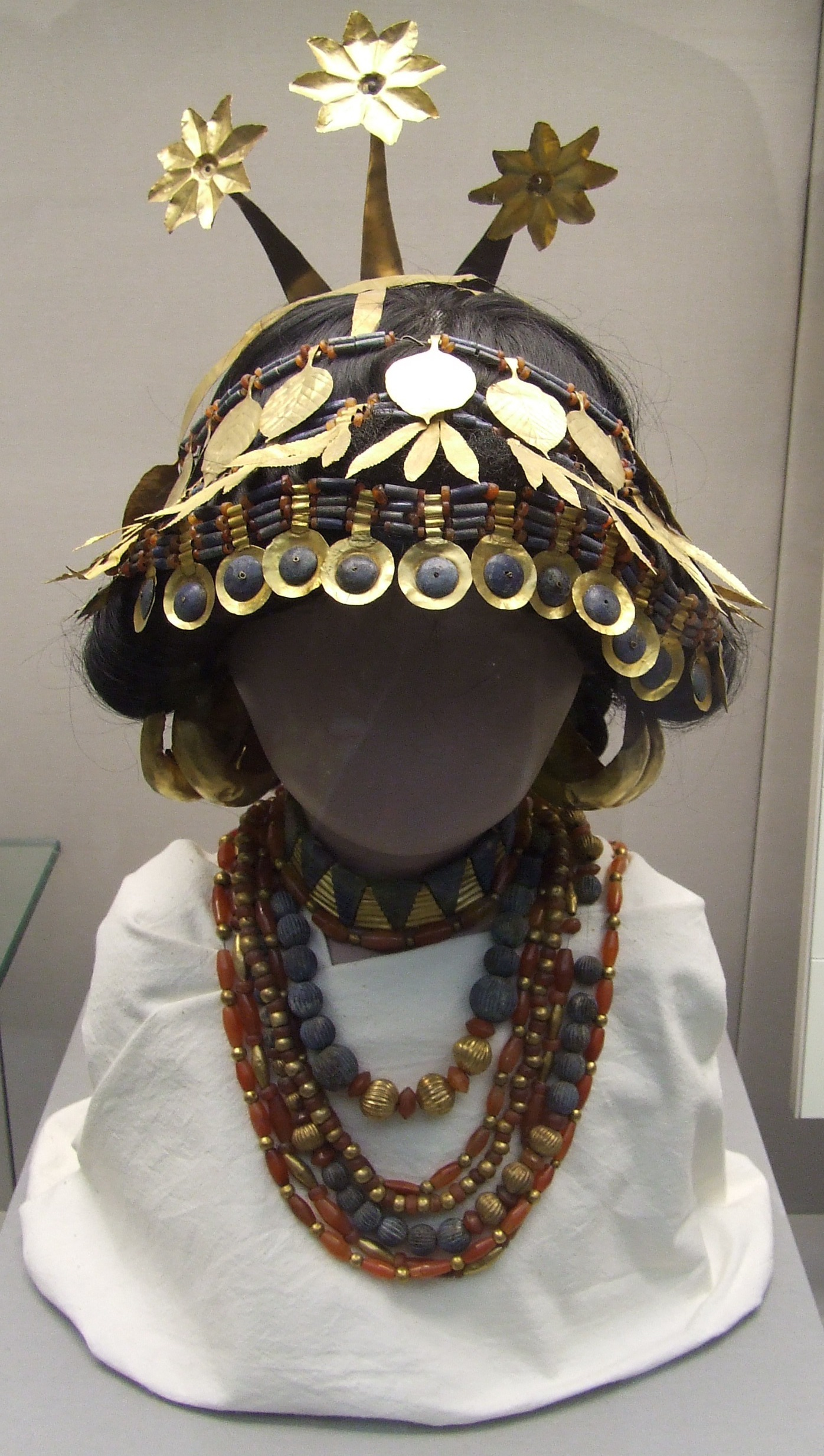
Reconstrucția unei acoperitori de cap și a salbei purtate de o sumeriancă, descoperite într-un mormânt (British Museum).

„Stindardul” bătăliei din Ur, artefact datat din anii 2.600 – 2.400 î.e.n.

Toate corăbiile care aduceau mărfuri în Mesopotamia trebuiau să treacă prin Ur, fiind vămuite, fapt care, împreună cu altele, au dus la o prosperitate deosebită a cetății. Tăblițele dezgropate indică activități comerciale înfloritoare, precum și bijuteriile și comorile fabuloase găsite în mormintele regale ai anilor 2.900 – 2.500 î.e.n., care se includ în perioada clasică a Sumerului (metale prețioase, pietre semi-prețioase, acoperitori de cap, vase, cupe deosebite).

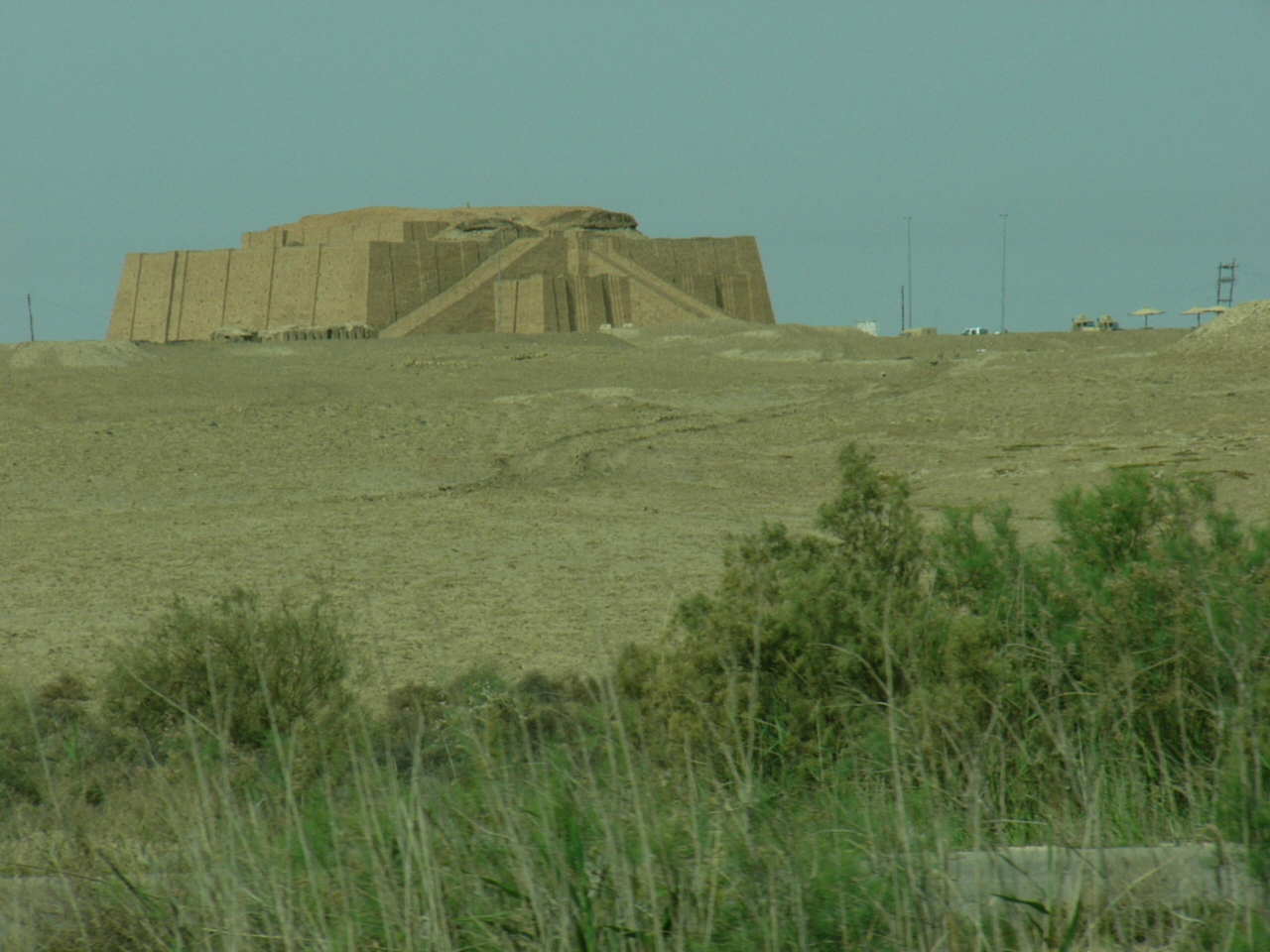
Ziguratul din Ur

Splendoarea cetății a fost nimicită brusc pe la 1.900 î.e.n. de năvălitori elamiți, veniți din ținutul deluros din împrejurimi, care l-au capturat pe rege și au distrus cetatea. După anul 1.000 î.e.n. zona a intrat în jurisdicția caldeenilor.